# Інгрід Міклер-Бекер
Інгрід Міклер-Бекер (нім. Ingrid Mickler-Becker; нар. 26 вересня 1942) — німецька легкоатлетка, яка спеціалізувалася в бігу на короткі дистанції, стрибках у довжину та п'ятиборстві.

## Досягнення
Учасниця чотирьох Олімпіад (1960, 1964, 1968, 1972).
Олімпійська чемпіонка з п'ятиборства (1968). На Олімпіаді-1964 у змаганнях п'ятиборок фінішувала 8-ю.
Олімпійська чемпіонка в естафеті 4×100 метрів (1972).
Фіналістка олімпійських змагань зі стрибків у довжину (1964, 4-е місце; 1968, 6-е місце), в естафеті 4×100 метрів (1968, 6-е місце) та зі стрибків у висоту (1960; 9-е місце).
Чемпіонка Європи у стрибках у довжину та в естафеті 4×100 метрів (1971).
Срібна призерка чемпіонатів Європи в естафеті 4×100 метрів (1969) та у бігу на 100 метрів (1971)
Переможниця Кубків Європи у стрибках у довжину (1967), бігу на 100 метрів та в естафеті 4×100 метрів (1970).
Ексрекордсменка світу та Європи в естафеті 4×100 метрів.
5-разова чемпіонка ФРН.
По завершенні спортивної кар'єри була членкинею Олімпійської спортивної конфедерації Німеччини (1977—2006), очолювала жіночий комітет Легкоатлетичної асоціації Німеччини.

## Основні міжнародні виступи
| Рік  | Змагання         | Місто        | Місце            | Дисципліна   | Примітки |
| ---- | ---------------- | ------------ | ---------------- | ------------ | -------- |
| 1960 | Олімпійські ігри | Рим          | 9                | висота       |          |
| 1962 | Чемпіонат Європи | Белград      | 4                | п'ятиборство |          |
| 1964 | Олімпійські ігри | Токіо        | 4                | довжина      |          |
| 1964 | 8                | п'ятиборство |                  |              |          |
| 1965 | Кубок Європи     | Кассель      | 2                | 200 м        |          |
| 1966 | Чемпіонат Європи | Будапешт     | 1кв15            | довжина      |          |
| 1967 | Кубок Європи     | Київ         | 1                | довжина      |          |
| 1968 | Олімпійські ігри | Мехіко       | 6                | довжина      |          |
| 1968 | 6                | 4×100 м      |                  |              |          |
| 1968 | 1                | п'ятиборство |                  |              |          |
| 1969 | Чемпіонат Європи | Афіни        | 2                | 4×100 м      |          |
| 1970 | Кубок Європи     | Будапешт     | 1                | 100 м        |          |
| 1970 | 2                | 200 м        |                  |              |          |
| 1970 | 1                | 4×100 м      |                  |              |          |
| 1971 | Чемпіонат Європи | Гельсінкі    | 2                | 100 м        |          |
| 1971 | 1                | довжина      |                  |              |          |
| 1971 | 1                | 4×100 м      |                  |              |          |
| 1972 | Олімпійські ігри | Мюнхен       | 1пф7             | 100 м        |          |
| 1972 | квNM             | довжина      |                  |              |          |
| 1972 | 1                | 4×100 м      | Відео на YouTube |              |          |

## Визнання
- Спортсменка року ФРН (1968, 1971)
- Кавалер Срібного лаврового листка (1968)
- Меморіальна нагорода імені Рудольфа Гарбіга[en] (1969)
- Золота спортивна піраміда (нім. Goldene Sportpyramide) (2005)
- Член Зали спортивної слави Німеччини (2006)[2]